# Rogelio de Madariaga
Rogelio de Madariaga y Castro (Lugo, 1866-Madrid, 1922) fue un economista, político y periodista español, diputado en las Cortes de la Restauración.

## Biografía
Habría nacido en 1866 en Lugo. Economista y diputado a Cortes en 1896 por el distrito zaragozano de Belchite y en 1914 por el distrito orensano de Bande, fue también redactor de La Voz de Galicia (1886) y desde 1893 de la revista financiera La Estafeta, publicada simultáneamente en París y Madrid y que cambió su título en 1903 por el de España Económica y Financiera. Fue miembro de la Asociación de la Prensa de Madrid desde 1895. Falleció el 20 de diciembre de 1922 en Madrid. Ostentó el título nobiliario de conde de Torre-Alegre, al ser rehabilitado.
Fue abuelo de Javier Solana y tío de Salvador de Madariaga.